# Leichtathletik-Europameisterschaften 1986/4 × 400 m der Männer

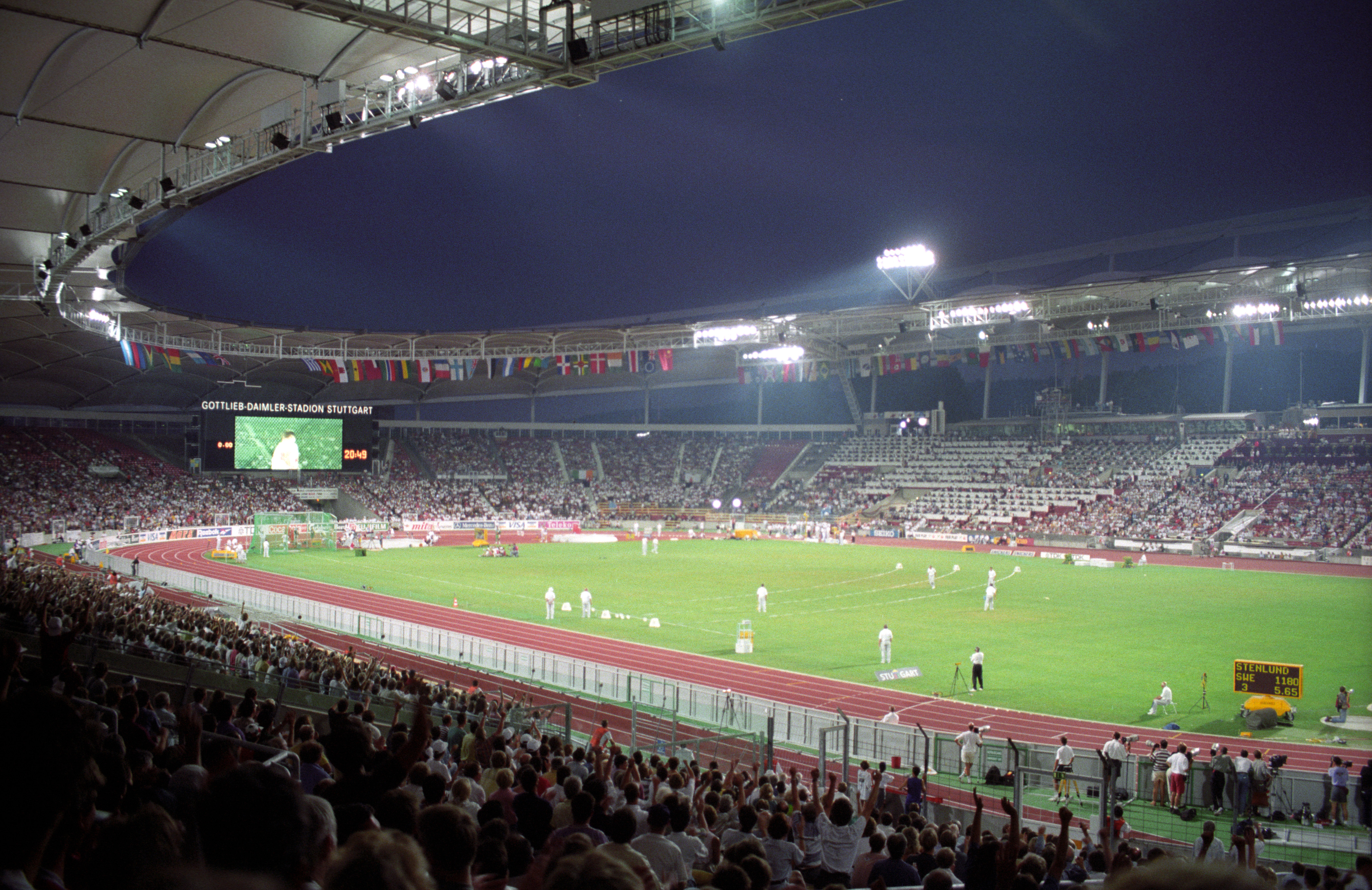
Das Stuttgarter Neckarstadion (heute MHPArena) bei den Leichtathletik-Weltmeisterschaften 1993

Die 4-mal-400-Meter-Staffel der Männer bei den Leichtathletik-Europameisterschaften 1986 wurde am 30. und 31. August 1986 im Stuttgarter Neckarstadion ausgetragen.
Europameister wurde Großbritannien in der Besetzung Derek Redmond (nur im Finale eingesetzt), Kriss Akabusi, Brian Whittle und Roger Black sowie dem im Vorlauf außerdem laufenden Philip Brown.
Den zweiten Platz belegte die Bundesrepublik Deutschland mit Klaus Just, Edgar Itt, Harald Schmid und Ralf Lübke (nur im Finale) sowie dem im Vorlauf außerdem eingesetzten Jörg Vaihinger.
Bronze ging an die UdSSR mit Wladimir Prosin, Wladimir Krylow (nur im Finale), Arkadi Kornilow und Alexander Kurotschkin sowie dem im Vorlauf außerdem laufenden Wladimir Wolodko.
Auch die in den Vorläufen für die Medaillengewinner eingesetzten Läufer erhielten entsprechendes Edelmetall. Rekorde dagegen standen nur den tatsächlich laufenden Athleten zu.

## Rekorde

### Bestehende Rekorde
| Weltrekord           | 2:56,16 min | USA (Vince Matthews, Ron Freeman, Larry James, Lee Evans)                      | OS Mexiko-Stadt, Mexiko | 20. Oktober 1968  |
| Europarekord         | 2:59,13 min | Großbritannien (Kriss Akabusi, Garry Cook, Todd Bennett, Philip Brown)         | Los Angeles, USA        | 11. August 1984   |
| Meisterschaftsrekord | 3:00,51 min | BR Deutschland (Erwin Skamrahl, Harald Schmid, Thomas Giessing, Hartmut Weber) | EM Athen, Griechenland  | 3. September 1978 |

### Rekordverbesserungen
Der bestehende EM-Rekord wurde verbessert und außerdem gab es einen neuen Landesrekord.
- Meisterschaftsrekord: 2:59,84 min – Großbritannien (Derek Redmond, Kriss Akabusi, Brian Whittle Roger Black), Finale am 31. August (erste und einzige Staffel bei Europameisterschaften unter drei Minuten bisher)
- Landesrekord: 3:01,37 min – Italien (Giovanni Bongiorni, Mauro Zuliani, Vito Petrella, Roberto Ribaud), Finale am 31. August

## Legende
Kurze Übersicht zur Bedeutung der Symbolik – so üblicherweise auch in sonstigen Veröffentlichungen verwendet:
| CR | Championshiprekord |
| NR | Nationaler Rekord  |

## Vorrunde
30. August 1986, 20:20 Uhr
Die Vorrunde wurde in zwei Läufen durchgeführt. Die ersten drei Staffeln pro Lauf – hellblau unterlegt – sowie die darüber hinaus zwei zeitschnellsten Staffeln – hellgrün unterlegt – qualifizierten sich für das Finale. Nur eine der beteiligten Mannschaften musste ausscheiden.

### Vorlauf 1
| Platz | Staffel        | Besetzung                                                      | Zeit (min) |
| ----- | -------------- | -------------------------------------------------------------- | ---------- |
| 1     | BR Deutschland | Klaus Just Edgar Itt Jörg Vaihinger (Vorlauf) Harald Schmid    | 3:03,79    |
| 2     | Italien        | Giovanni Bongiorni Mauro Zuliani Vito Petrella Roberto Ribaud  | 3:03,96    |
| 3     | Großbritannien | Kriss Akabusi Brian Whittle Philip Brown (Vorlauf) Roger Black | 3:04,17    |
| 4     | Spanien        | Juan José Prado Antonio Sánchez José Alonso Ángel Heras        | 3:04,44    |
| 5     | Ungarn         | Gusztáv Menczer László Kiss István Takács István Szabó         | 3:09,50    |

### Vorlauf 2
| Platz | Staffel     | Besetzung                                                                        | Zeit (min) |
| ----- | ----------- | -------------------------------------------------------------------------------- | ---------- |
| 1     | Sowjetunion | Wladimir Wolodko (Vorlauf) Wladimir Prosin Arkadi Kornilow Alexander Kurotschkin | 3:04,60    |
| 2     | DDR         | Frank Möller Carlo Niestädt Thomas Schönlebe Mathias Schersing                   | 3:05,53    |
| 3     | Jugoslawien | Slobodan Branković Slobodan Popović Predrag Melnjak Željko Knapić                | 3:05,92    |
| 4     | Frankreich  | Yann Quentrec Pascal Barré (Vorlauf) Jacques Boussemart Aldo Canti               | 3:06,40    |

## Finale
31. August 1986, 17:45 Uhr
| Platz | Staffel        | Besetzung | Zeit (min) |
| ----- | -------------- | --- | ---------- |
| 1     | Großbritannien | Derek Redmond (Finale) Kriss Akabusi Brian Whittle Roger Black im Vorlauf außerdem: Philip Brown                     | 2:59,84 CR |
| 2     | BR Deutschland | Klaus Just Edgar Itt Harald Schmid Ralf Lübke (Finale) im Vorlauf außerdem: Jörg Vaihinger                           | 3:00,17    |
| 3     | Sowjetunion    | Wladimir Prosin Wladimir Krylow (Finale) Arkadi Kornilow Alexander Kurotschkin im Vorlauf außerdem: Wladimir Wolodko | 3:00,47    |
| 4     | Italien        | Giovanni Bongiorni Mauro Zuliani Vito Petrella Roberto Ribaud                                                        | 3:01,37 NR |
| 5     | Spanien        | Juan José Prado Antonio Sánchez José Alonso Ángel Heras                                                              | 3:04,12    |
| 6     | DDR            | Frank Möller Carlo Niestädt Thomas Schönlebe Mathias Schersing                                                       | 3:04,87    |
| 7     | Jugoslawien    | Slobodan Branković Slobodan Popović Predrag Melnjak Željko Knapić                                                    | 3:05,27    |
| 8     | Frankreich     | Yann Quentrec Philippe Gonigam (Finale) Jacques Boussemart Aldo Canti im Vorlauf außerdem: Pascal Barré              | 3:10,17    |

## Videolink
- 1986 European Athletics Championships Men's 4x400m final, www.youtube.com, abgerufen am 14. Dezember 2022